# Józef Panaś
Józef Panaś, ps. „Oracz” (ur. 23 listopada 1887 w Odrzykoniu, zm. (prawdopodobnie) 4 kwietnia 1940 we Lwowie) – polski duchowny, wojskowy i polityk; kapelan Legionu Wschodniego, kapelan i dziekan II Brygady Legionów Polskich, superior Polskiego Korpusu Posiłkowego, superior polowy Legionów Polskich, proboszcz Wojska Polskiego, kapelan Związku Hallerczyków, członek Rady Naczelnej PSL „Piast”, Rady Naczelnej i Naczelnego Komitetu Wykonawczego Stronnictwa Ludowego, prezes Komisji Gospodarczej SL we Lwowie, członek Zarządu Małopolskiego Towarzystwa Rolniczego, redaktor naczelny Gazety Grudziądzkiej, działacz Związku Walki Zbrojnej, publicysta, pamiętnikarz, społecznik.

## Życiorys

### Dzieciństwo i młodość
Urodzony 23 listopada 1887 w Odrzykoniu w rodzinie chłopskiej o tradycjach patriotycznych; był synem Szymona i Tekli z domu Guzek. Ojciec był rolnikiem w Odrzykoniu,  początkowo należał do Związku Stronnictwa Chłopskiego, potem był zwolennikiem ks. Stanisława Stojałowskiego, dobrego znajomego rodziny. Braćmi Józefa byli: Stanisław (ur. 1879) i Franciszek (ur. 1890).
Od I do III klasy w latach 1899 do 1902 Józef Panaś uczył się w C. K. Gimnazjum w Sanoku. W 1907 zdał egzamin dojrzałości z odznaczeniem w C. K. Gimnazjum z wykładowym językiem polskim w Przemyślu (w jego klasie był Adam Remiszewski). W Przemyślu kontynuował naukę w Seminarium Duchownym, gdzie 29 czerwca 1911 przyjął święcenia z rąk biskupa przemyskiego Józefa Sebastiana Pelczara (wyświęceni wtedy zostali także Jan Wawszczak, Władysław Wójcik). Od 1911 był wikariuszem w Dublanach i prefektem szkoły wydziałowej w Dobromilu. W tym czasie został członkiem Drużyn Bartoszowych i Sokoła.

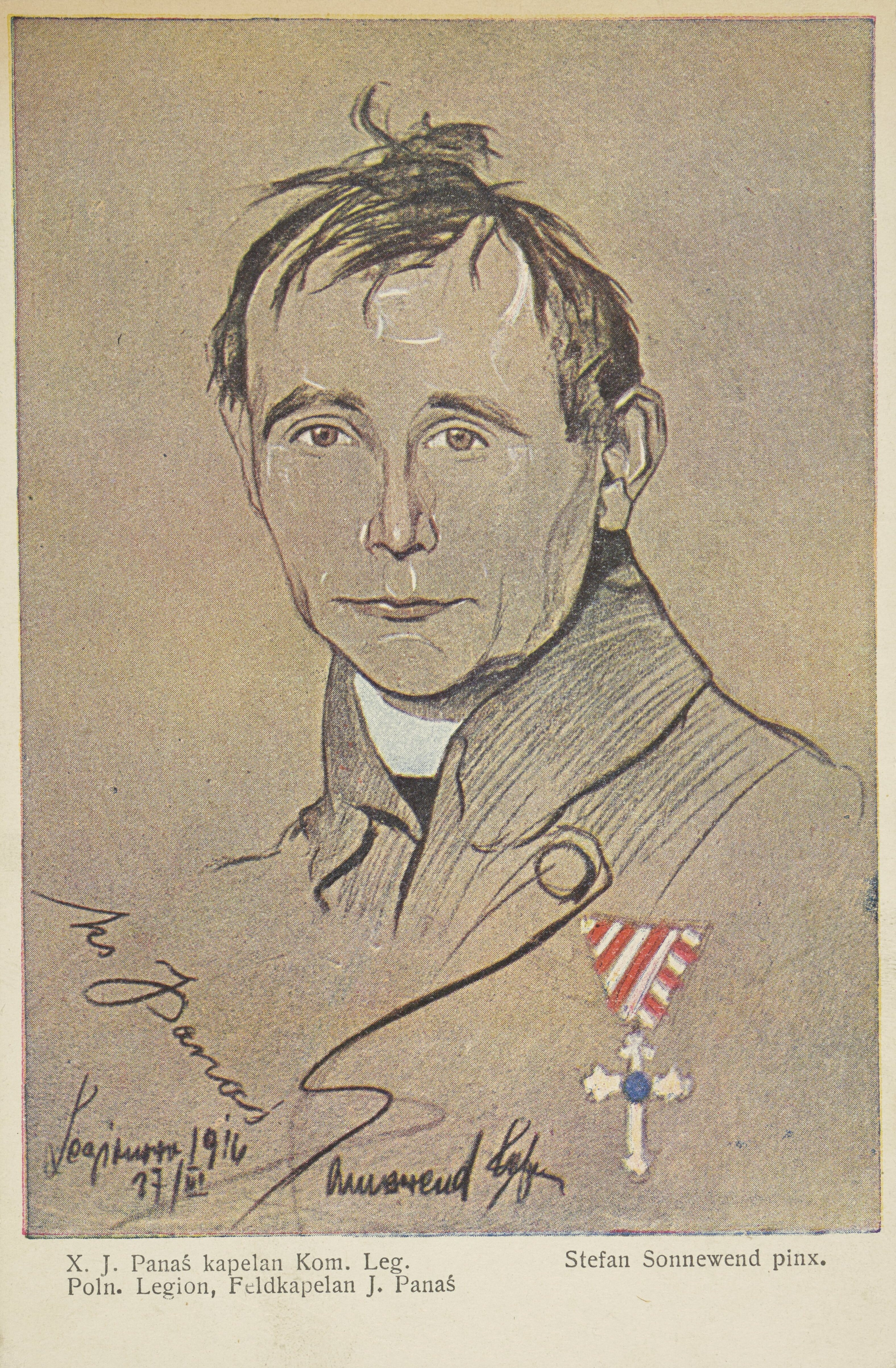
Józef Panaś jako kapelan Komendy Legionów Polskich i kawaler Krzyża Zasługi dla Duchownych Wojskowych. Karta pocztowa z 1918, rys. Stefan Sonnenwend, 17 marca 1916

### Działalność legionowa

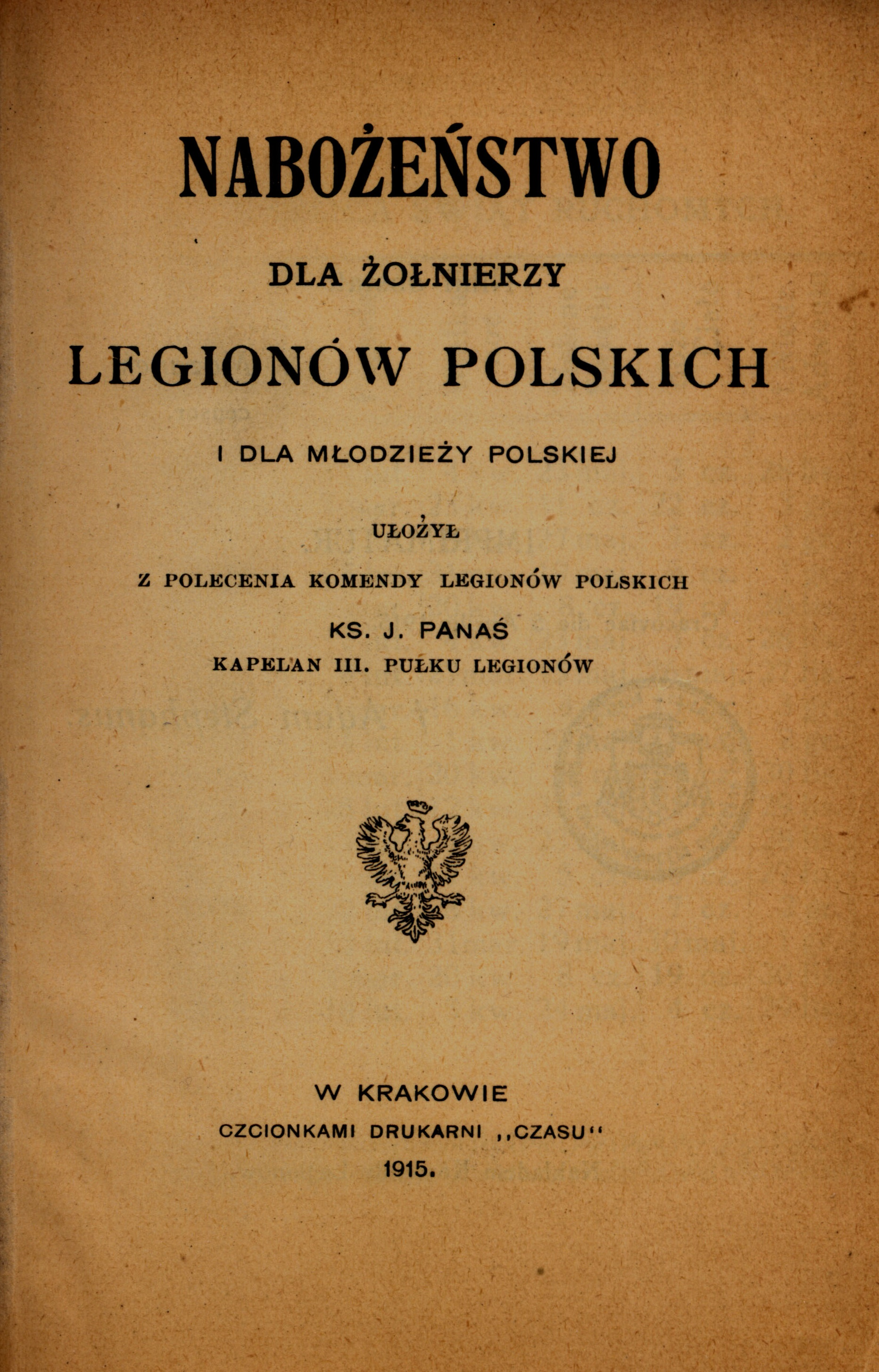
Nabożeństwo dla żołnierzy Legionów Polskich i dla młodzieży polskiej, autorstwa księdza Józefa Panasia, wydane w Krakowie w 1915

Wybuch I wojny światowej 1914 zastał go w księstwie Anhalt w Niemczech, skąd powrócił by walczyć o niepodległość Polski. W 1914 został mianowany kapelanem Legionów Polskich. W latach 1914–1918 przemierzył wraz z legionami front w Karpatach, Bukowinie, Besarabii, na Wołyniu i Litwie. Był oficerem prowiantowym i menażmajstrem, przede wszystkim jednak duchownym. Opiekował się także pobojowiskami legionowymi na obszarze walk, głównie II Brygady. Do 2 połowy września 1914 r. jako kapelan związany był z 2 pułkiem piechoty, wchodzącym w skład Legionu Wschodniego. Następnie został mianowany na stanowisko kapelana całego Legionu. Dalszy szlak odbywał z 3 pułkiem piechoty Legionów Polskich, pod dowództwem mjr. Józefa Hallera. Brał udział w bitwach pod Nadwórną, Mołotkowem i Pasieczną. W powołanej wiosną 1915 II Brygadzie Legionów Polskich pełnił rolę kapelana 3 pułku piechoty. W czerwcu 1915 był świadkiem szarży pod Rokitną. W 1 połowie sierpnia 1915 objął funkcję szefa referatu spraw duszpasterskich przy Komendzie Legionów, gdzie za zgodą komendanta Józefa Piłsudskiego uporządkował m.in. sprawy metrykalne dotyczące poległych legionistów i ułożył regulamin dla kapelanów wojskowych. Równocześnie od sierpnia 1915 był kapelanem dowodzonego przez ppłk. Bolesława Roję, 4 pułku piechoty III Brygady Legionów Polskich, z którym brał udział w bitwie pod Kuklami. W listopadzie 1915 został ranny pod Polską Górą. W lipcu 1916 w zastępstwie kapelana 5 pułku piechoty I Brygady Legionów Polskich uczestniczył w bitwie pod Kostiuchnówką. W grudniu 1916 odzyskał dla potrzeb Legionów były kościół garnizonowy w Warszawie (późniejsza katedra polowa Wojska Polskiego) i kierował przez krótki czas, jego odnową. 20 grudnia 1916 został powołany na stanowisko superiora polowego Legionów, co oznaczało zwierzchnictwo nad wszystkimi kapelanami legionowymi i całym duchowieństwem we wszystkich brygadach. W okresie kryzysu przysięgowego w lipcu 1917 opowiedział się za pozostaniem II Brygady Legionów przy boku państw centralnych i za jej podporządkowaniem Tymczasowej Radzie Stanu. Od 2 połowy września 1917 był superiorem Polskiego Korpusu Posiłkowego. W lutym 1918 w proteście wobec postanowień Traktatu Brzeskiego, współorganizował spisek oficerów Polskiego Korpusu Posiłkowego (którego trzon stanowili żołnierze II Brygady): Józefa Hallera, Norberta Okołowicza, Michała Roli-Żymierskiego, Romana Góreckiego i Włodzimierza Zagórskiego, w celu przebicia się tego Korpusu przez front austriacko-rosyjski pod Rarańczą i połączenia z I Korpusem Polskim w Rosji, dowodzonym przez gen. Józefa Dowbor-Muśnickiego. W konsekwencji zainicjowanego buntu został internowany na Węgrzech i w maju 1918 stał się jednym z trzech głównych oskarżonych w procesie w Marmaros-Sziget (prócz niego też kpt. dr Roman Górecki i rtm. Norbert Okołowicz). Został oskarżony m.in. za usiłowanie przeprowadzenia wojska do gen. Dowbor-Muśnickiego, o nakłanianie do dezercji oraz o wystąpienie wraz z innymi legionistami przeciw wkraczającym oficerom por. Janowi Schillingowi i kpt. Janowi Băleanu, przeciw którym użył broni, za co miał być ukarany w myśl art. 328a wojskowego kodeksu karnego. W jego sprawie interweniował u cesarza Karola I Habsburga legat papieski ks. Ratti, przyszły papież Pius XI. 2 października ksiądz został ułaskawiony i kilka dni później wraz z pozostałymi sądzonymi, wypuszczony z więzienia.

### Działalność do przewrotu majowego
W listopadzie 1918 uczestniczył w polsko-ukraińskich walkach o Przemyśl; był jednym z organizatorów polskich oddziałów ochotniczych, a od 5 listopada 1918 dowódcą grupy „San”. Następnie do maja 1919 brał udział w walkach o Lwów. Został zweryfikowany ze starszeństwem w stopniu proboszcza (odpowiadający stopniowi podpułkownika) ze starszeństwem z dniem 1 czerwca 1919. W lipcu 1919 stał się jednym z głównych inicjatorów powstania Straży Mogił Polskich Bohaterów, która zainicjowała budowę Cmentarza Orląt Lwowskich. Ułożył specjalny statut dla tej organizacji. Podczas wojny polsko-bolszewickiej sprawował funkcję dziekana Naczelnego Dowództwa Wojsk Polskich w Galicji Wschodniej. Uczestniczył w bitwie pod Zadwórzem. Od września 1919 był dziekanem Okręgu Korpusu VI we Lwowie, a od listopada 1921 pełniącym obowiązki szefa duszpasterstwa katolickiego Dowództwa Okręgu Korpusu Nr X w Przemyślu. 3 maja 1922 został zweryfikowany w stopniu proboszcza ze starszeństwem z dniem 1 czerwca 1919 roku i 9. lokatą w duchowieństwie wojskowym wyznania rzymskokatolickiego. Jego odwaga na polu walki, była wysoko oceniana przez marszałka Józefa Piłsudskiego, który wielokrotnie nagradzał go najwyższymi odznaczeniami wojskowymi.

### Działalność polityczna
17 maja 1926 sprzeciwił się publicznie zamachowi stanu Józefa Piłsudskiego, zrzucając odznaczenia podczas mszy, celebrowanej w intencji ofiar przez biskupa polowego Wojska Polskiego Stanisława Galla, w katedrze polowej Wojska Polskiego w Warszawie. 18 sierpnia 1926 został zwolniony ze stanowiska i pozostawiony w dyspozycji Kurii Biskupiej Wojska Polskiego. 30 września 1927 przeniesiono go w stan spoczynku. Zamieszkał we Lwowie przy ulicy św. Mikołaja 2. Od jesieni 1926 włączył się w działalność Polskiego Stronnictwa Ludowego „Piast”. Należał do najbliższych współpracowników Wincentego Witosa. W 1927 zasiadał w małopolskim Zarządzie Okręgowym PSL Piast, a w 1928 w jego Zarządzie Okręgowym, jako zastępca prezesa tej partii, w Małopolsce Wschodniej. W czerwcu 1930 został wybrany na członka Rady Naczelnej PSL Piast. Uznawany za radykalnego działacza ludowego, opowiadał się za modelem państwa egalitarnego, opartego na fundamencie prawa. Był jednym z przywódców Kongresu Obrony Prawa i Wolności Ludu (jako członek prezydium Kongresu Centrolewu), który odbył się w czerwcu 1930 w Krakowie. Jego program polityczny wykrystalizował się pod wpływem ideologii lewicowej, programu chadeckiego oraz lewego skrzydła agraryzmu. Jako entuzjasta i organizator spółdzielczości, na wzór działającego do dziś holenderskiego Boerenbondu, opracował w 1927 statut dla wiejskich spółdzielni. We wrześniu 1930 objął stanowisko redaktora Gazety Grudziądzkiej. Na łamach gazety zaproponował powstanie chłopskiego kartelu zbożowo-hodowlanego, który miał za zadanie obronę interesów chłopskich, przed m.in. wygórowanymi cenami karteli rządowych. Pomysł ten odbił się w Polsce szerokim echem i sprowokował dyskusję wielu specjalistów, akademików, parlamentarzystów, a także przedstawicieli rządu z wicepremierem Eugeniuszem Kwiatkowskim na czele. Spore nadzieje wiązał z nim również Stanisław Mikołajczyk. Jako obrońca najbiedniejszych Polaków, dał się poznać jako czołowy przeciwnik sanacji; jego pisma były najczęściej konfiskowanymi gazetami na Pomorzu, wytoczono mu także wiele spraw sądowych. Z drugiej strony jako rzecznik pokojowego ułożenia stosunków między Polakami a Ukraińcami, (opowiadał się m.in. za uwzględnieniem ukraińskich interesów politycznych i ekonomicznych na ówczesnych kresach wschodnich) był zwalczany przez endecję. W 1930 jako jedyny ksiądz na liście Centrolewu uczestniczył w wyborach brzeskich, kandydując bez powodzenia z okręgu tczewskiego. W trakcie procesu brzeskiego zeznawał w charakterze świadka, broniąc m.in. Hermana Liebermana z PPS. Po zjednoczeniu w 1931 ruchu ludowego, działał w ramach Stronnictwa Ludowego i został członkiem Rady Naczelnej SL. W lutym 1938 został wybrany do Naczelnego Komitetu Wykonawczego SL. Od 1936 był prezesem Komisji Gospodarczej SL we Lwowie oraz członkiem Zarządu Małopolskiego Towarzystwa Rolniczego. Współpracował zarówno z socjalistami takimi jak Andrzej Strug czy Stefan Czarnowski, jak i chadekami: Wojciechem Korfantym i Karolem Popielem. Był zwolennikiem racjonalnej polityki strajkowej. Organizował manifestację w Nowosielcach, szkolenia i wiece przed strajkiem chłopskim w Małopolsce w 1937. Pozostając od początku lat trzydziestych w bliskich kontaktach z gen. Józefem Hallerem, zainicjował porozumienia ugrupowań centrowych pod egidą swego byłego dowódcy, które dały początek powstałemu w 1936 Frontowi Morges. Był kapelanem Związku Hallerczyków, a w lipcu 1933 został wybrany razem z Izydorem Modelskim na członka Zarządu Głównego Związku.

### Losy po wybuchu II wojny światowej
Po wybuchu wojny, jako przedstawiciel Stronnictwa Ludowego, włączył się we Lwowie w działalność podziemnego Komitetu Narodowego Polskiego, przekształconego następnie w Wydział Sztabu Komendy Związku Walki Zbrojnej -1 (Obszaru nr 3). Na przełomie marca i kwietnia 1940 został wyznaczony na kuriera do siedziby premiera Rządu Rzeczypospolitej Polskiej na uchodźstwie, gen. Władysława Sikorskiego w Angers we Francji, gdzie miał zrelacjonować informacje na temat działań ZSRR na zachodniej Ukrainie. Na początku kwietnia 1940 został aresztowany przez NKWD we Lwowie. Był torturowany, a następnie najprawdopodobniej 4 kwietnia 1940 r. zamordowany podczas śledztwa, we lwowskiej siedzibie NKWD przy ul. Pełczyńskiej (w budynku Miejskiego Zakładu Energetycznego).
W 1941 biskup polowy Józef Gawlina, nie wiedząc o śmierci ks. Panasia, wyznaczył go na stanowisko dziekana Polskich Sił Zbrojnych w ZSRR.
W 1980 w postać księdza, wcielił się w filmie Ryszarda Filipskiego pt. Zamach stanu, aktor Józef Nowak.

## Życie prywatne
Młodszy brat księdza Józefa Panasia, Franciszek, zginął podczas I wojny światowej. Starszy brat Stanisław (1879–1940); absolwent Wydziału Prawa UJ i członek Sokoła, był sędzią grodzkim w Mszanie Dolnej, a następnie prezesem sądu w Wadowicach. Siostra, Tekla Panaś-Mikuś, została w 1939 wywieziona przez Sowietów z Koziny, w ówczesnym powiecie Stanisławowskim, do Kazachstanu. Przez matkę, kapelan był spowinowacony z Jadwigą z Rückemannów Guzkową, kuzynką gen. Wilhelma Orlik-Rückemanna, a przez babkę ze strony ojca, z biskupem przemyskim i rektorem UJ, Józefem Sebastianem Pelczarem. Jego krewnymi byli trzej duchowni: dziekan przeworski ks. Franciszek Trznadel (1830–1872), ks. prof. Antoni Trznadel (1857–1908) i ks. dr Jan Trznadel (1866–1920).

## Twórczość
Publicystyka
Pozostawił po sobie około stu artykułów prasowych publikowanych m.in. w: Gazecie Grudziądzkiej, Piaście, Zielonym Sztandarze, Woli Ludu, Polonii, Placówce, Gazecie Powszechnej.
Książki
- Nabożeństwo dla żołnierzy Legionów Polskich (1915)
- Pamiętniki Kapelana Legionów Polskich (1920)
- Z ciężkich dni Przemyśla (1920)
- Rarańcza (1925)
- Katechizm obywatelski (1925)
- My Druga Brygada (1929)

## Upamiętnienie
W rodzinnym Odrzykoniu w 2018 r. została wmurowana tablica z podobizną księdza płk. Józefa Panasia. Imię księdza nosi także jedna z tamtejszych ulic.

## Awanse
- podporucznik – 16 października 1914[21]
- porucznik – 11 grudnia 1914[96]
- kapitan – 9 sierpnia 1915[21]
- proboszcz – 3 maja 1922 zweryfikowany ze starszeństwem z dniem 1 czerwca 1919[10]

## Ordery i odznaczenia
- Krzyż Zasługi dla Duchownych Wojskowych II klasy na biało-czerwonej wstędze[90][97]
- Gwiazda Przemyśla[90]
- Krzyż Obrony Lwowa[90]
- Krzyż Srebrny Orderu Wojskowego Virtuti Militari[98][99][100] (dwukrotnie)[90]
- Krzyż Oficerski Orderu Odrodzenia Polski (2 maja 1922)[101][98][99][102]
- Krzyż Walecznych (czterokrotnie)[98][99][7]